# Bessatsu Margaret
Bessatsu Margaret (別冊マーガレット Bessatsu Māgaretto?), o Betsuma (別マ?) es una revista manga de shōjo publicada mensualmente en Japón por Shueisha. Está diseñada para chicas de 12 a 17 años es una escisión de la revista Margaret.

## Mangaka y series serializados enBessatsu Margaret
- Ayuko Hatta
  - Ōkami Shōjo to Kuro Ōji[1]
- Yōko Kamio
  - Cat Street
- Kazune Kawahara
  - High School Debut
  - Sensei!
- Shiki Kawabata
  - Crime Crime: Hard Luck Woman
  - Ao ni Koubou
  - Nemuru Machi no Futari
  - Sora wo Kakeru Yodaka
- Kira
  - Massugu ni Ikou
- Masami Nagata
  - Renai Catalogue
- Aya Nakahara
  - Lovely Complex
  - Nanaco Robin
- Karuho Shiina
  - Kimi ni Todoke
- Kaoru Tada
  - Ai Shite Knight
  - Itazura na Kiss
- Mitsuba Takanashi
  - Akuma de Sourou (The Devil Does Exist)
  - Crimson Hero
- FURUKAWA Shiori
  - Five(manga)
- Ichigo Takano
  - Orange (manga)
- Minami Mizuno
  - Nijiiro Days[2]

## Revistas Relacionadas
- Margaret
- Deluxe Margaret